# Чёрная (приток Кожвы)
Чёрная (устар. Сед-Ёль) — река в России, протекает по территории Печорского района Республики Коми.

## География
Устье реки находится в 81 км по правому берегу реки Кожва. Длина реки составляет 21 км.

## Этимология гидронима
Гидроним — перевод с языка коми названия Сьӧдъёль, в котором сьӧд — «черный», ёль — ручей".

## Данные водного реестра
По данным государственного водного реестра России относится к Двинско-Печорскому бассейновому округу, водохозяйственный участок реки — Печора от водомерного поста у посёлка Шердино до впадения реки Уса, речной подбассейн реки — бассейны притоков Печоры до впадения Усы. Речной бассейн реки — Печора.
Код объекта в государственном водном реестре — 03050100212103000064020.